# Thomas Hobbes
Pour les articles homonymes, voir Hobbes (homonymie).
Thomas Hobbes, né le 5 avril 1588 à Westport (Wiltshire) et mort le 4 décembre 1679 à Hardwick Hall (Derbyshire), est un philosophe anglais.
Son œuvre majeure, Léviathan, a une influence considérable sur la philosophie politique moderne, par sa conceptualisation de l'état de nature et du contrat social, conceptualisation qui fonde les bases de la souveraineté. Quoique souvent accusé de conservatisme excessif, par Arendt et Foucault notamment, le Léviathan a aussi une influence considérable sur l'émergence du libéralisme et de la pensée économique libérale du XXe siècle, ainsi que sur l'étude des relations internationales et de son courant rationaliste dominant : le réalisme.

## Biographie

### Les premières années

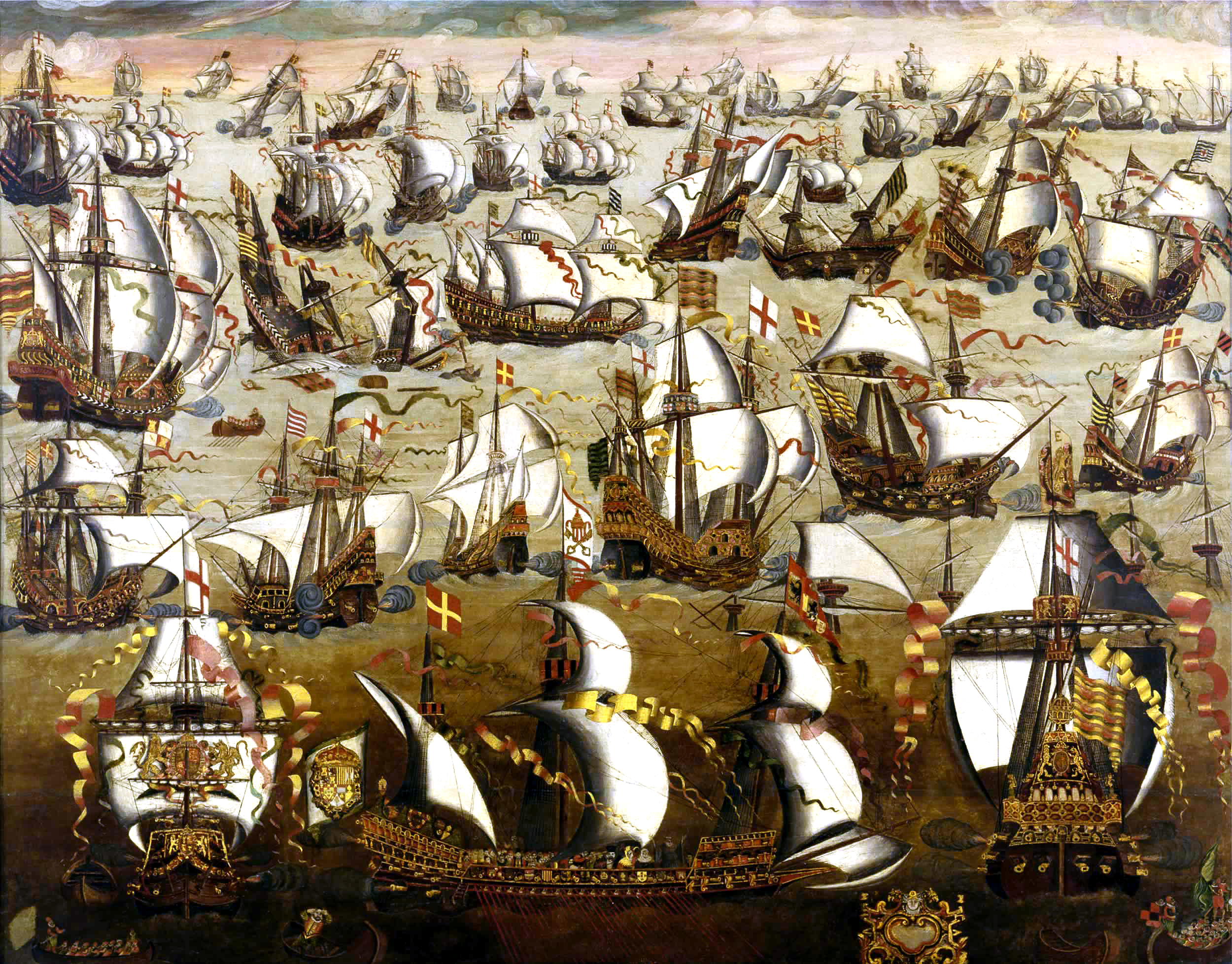
Bataille entre l'Invincible Armada et la flotte anglaise, XVIe siècle.

Thomas Hobbes raconte que sa mère accoucha avant terme sous le choc de la nouvelle de l'appareillage de l'Invincible Armada. Son père était vicaire de Charlton et de Westport ; il fut forcé de quitter la ville, abandonnant ses trois enfants aux soins d'un frère plus âgé, Francis.
Hobbes reçoit l'enseignement de l'église de Westport dès l'âge de quatre ans, et entre ensuite à l'école de Malmesbury, puis dans une école privée tenue par un jeune homme, Robert Latimer. Hobbes fait preuve d'une précocité intellectuelle remarquable : à l'âge de six ans, il apprend le latin et le grec, et, vers quatorze ans, il traduit en latin Médée, d'Euripide.
Il entre à l'université d'Oxford en 1603, à Magdalen Hall (aujourd'hui Hertford College), où il prend la vie universitaire en aversion. Le principal de Magdalen est alors John Wilkinson, un puritain qui aura une certaine influence sur Hobbes.

### Les années de formation
À l'université, Hobbes semble avoir suivi son propre programme d'études ; il « était peu attiré par l'étude scolastique ». Après un rapide engagement dans la marine anglaise, il conclut ses études et obtient le Baccalauréat ès lettres en 1608. Puis, il devient tuteur du fils aîné de William Cavendish, baron de Hardwick et futur comte de Devonshire. Il est chargé de voyager sur le continent avec son élève ; il parcourt ainsi la France, l’Italie, l'Allemagne en 1610, année de l'assassinat du roi de France Henri IV. De retour en Angleterre, il se met à l'étude des belles lettres, lisant et traduisant Thucydide, son historien préféré. Sa traduction paraît en 1629, année où meurt son élève et ami.
En 1628, il devient de nouveau travelling tutor (que l'on peut traduire en français par « précepteur itinérant ») du fils du comte de Clifton (en) et retourne sur le continent durant deux ans (1629-1631). Il passe dix-huit mois à Paris, et se rend à Venise. De retour en Angleterre en 1631, il se voit confier le jeune comte de Cavendish. C'est vers cette époque (1629 – 1631) qu'il découvre Euclide et se prend de passion pour la géométrie.
Hobbes retourne ensuite sur le continent avec son élève, pour son troisième séjour (1634-1637). Il visite Florence, où il rencontre Galilée et séjourne huit mois à Paris. Durant ce séjour, il fréquente Gassendi et entre en rapport avec le père Mersenne, qui lui ouvre les portes de la société savante de Paris et l’incite à publier ses ouvrages de psychologie et de physique. Il décrit dans une autobiographie son état de méditation incessante, « en bateau, en voiture, à cheval », et c’est en effet à ce moment de sa vie qu’il conçoit le principe de sa physique, le mouvement, seule réalité génératrice des choses naturelles. Ce principe lui paraît bientôt capable de fonder la psychologie, la morale et la politique.

### Troubles et chute de CharlesIer

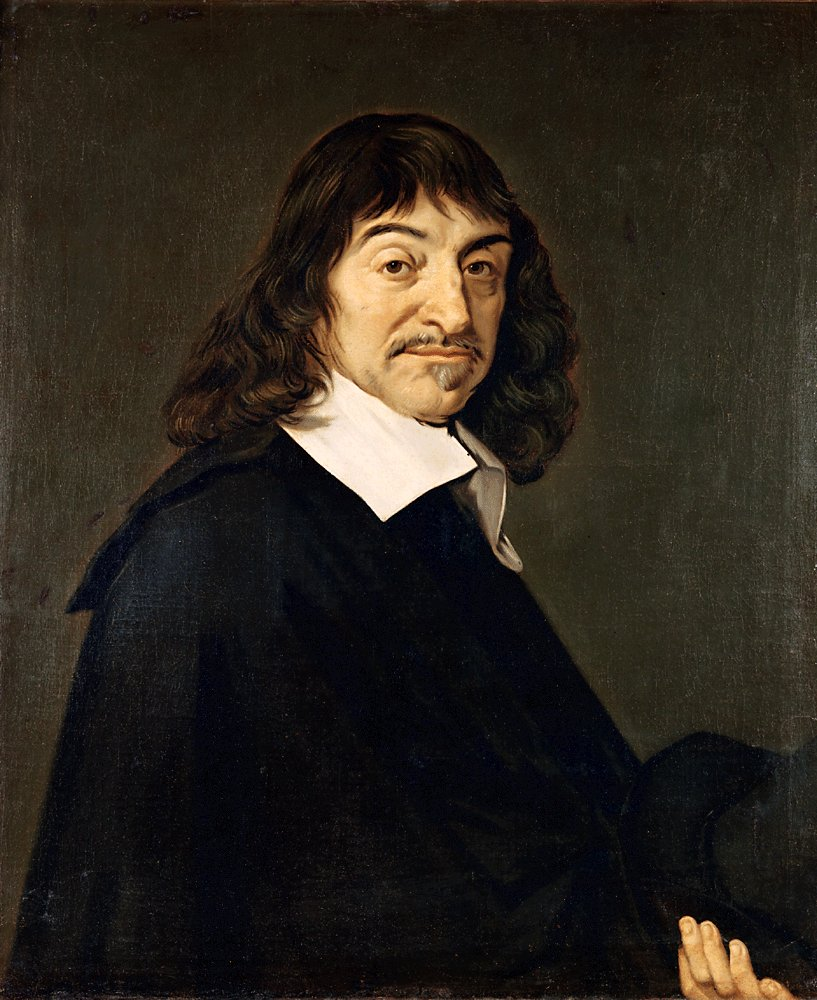
René Descartes, d'après Frans Hals.

À partir de 1640, l’Angleterre connaît une opposition de plus en plus violente entre le Roi et le Parlement. Hobbes prend parti pour le roi, il quitte Londres en 1640 pour Paris et y reste en exil pendant onze ans. Vers 1642, il écrit un petit traité, Éléments de la loi naturelle et politique, en réaction aux événements qui troublent la vie politique, traité rédigé en anglais où il écrit qu'il y a une « inséparable connexion… entre la puissance souveraine et la puissance de faire des lois ». Le livre n'est pas publié, mais des copies circulent et font connaître Hobbes.
Vers cette époque, René Descartes, alors en Hollande, charge Marin Mersenne de communiquer les Méditations sur la philosophie première pour recueillir des commentaires des meilleurs esprits. Mersenne, ayant fait la connaissance de Hobbes, s'adresse à lui, et Hobbes écrit les Troisièmes Objections, qui sont un témoignage précieux pour l’étude de sa philosophie première. Ses objections sont transmises anonymement à Descartes en janvier 1641. Après d'autres objections de Hobbes, contre la Dioptrique cette fois, transmises par lettres signées, Descartes finit par refuser d'avoir encore affaire à « cet Anglois ». Il écrit à Marin Mersenne le 4 mars 1641 une lettre ou il affirme :

« je crois que le meilleur est que je n'aie point du tout de commerce avec lui, et pour cette fin, que je m'abstienne de lui répondre ; car, s'il est de l'humeur que je le juge, nous ne saurions guère conférer ensemble sans devenir ennemis. »

Pour sa part, Hobbes, selon les dires de John Aubrey disait de Descartes :

« S'il s'en était tenu à la géométrie, il aurait été le meilleur géomètre au monde… sa tête n'est pas faite pour la philosophie. »

Après cet épisode, Hobbes reprend ses travaux et publie en 1642 De Cive (« Du Citoyen »), où il explique que la solution aux guerres civiles qui secouent l’Angleterre consiste à faire du pouvoir clérical une fonction du gouvernement. Il publiera une édition augmentée de cette œuvre en 1647, au moment où il termine son traité De la nécessité et de la liberté.
En 1643, Hobbes rédige une critique du De mundo dialogi tres publié l'année précédente par Thomas White. Le manuscrit qui a circulé dans les cercles animés par Mersenne ne sera publié qu'en 1973.
En 1647, alors qu'il prévoit de se retirer dans le Midi de la France, il est nommé professeur de mathématiques du jeune prince de Galles (le futur Charles II) qui est réfugié en France. Il exerce ces fonctions jusqu'au départ du prince pour la Hollande, en 1648.
En 1650, sont éditées contre son gré et séparément, les deux parties des Elements of law natural and politic : la Nature humaine ou les Éléments fondamentaux de la politique, et le De corpore politico. L'année suivante, il regagne enfin l'Angleterre et fait paraître à Londres sa grande œuvre : le Léviathan, qui provoque le scandale. Il est accusé d'athéisme et de déloyauté et rencontre de nombreux adversaires (théologiens et universitaires d'Oxford, tous membres de la Royal Society) qui se liguent contre lui. Il soutient ainsi plusieurs disputes, par exemple avec l'évêque John Bramhall, ou avec les universitaires d'Oxford (accusés fort injustement d'ignorance par Hobbes)[réf. nécessaire] d'où sortiront par exemple les Questions relatives à la liberté, à la nécessité et au hasard (1666). Pendant plus d'un quart de siècle, il y eut ainsi attaques, répliques, en physique avec Robert Boyle sur le vide, dans le domaine des mathématiques avec John Wallis sur l'arithmétique et l'infini, où il apparaît que Hobbes surestimait beaucoup ses découvertes. Ses énormités mathématiques sont ainsi jugées risibles ou pitoyables.
Néanmoins, il ne renonce pas, et publie en 1655 le De Corpore (en), première partie des « Éléments de Philosophie » qui contiennent sa philosophie première, sa logique, sa physique et la très controversée démonstration de la quadrature du cercle. En 1658 sort le De homine, troisième partie de sa trilogie, où l'optique occupe une certaine place, et il persiste dans la publication de ses découvertes mathématiques (Quadrature du cercle, cubature de la sphère, duplication du cube, 1669) qui sont réfutées par ses adversaires, en particulier par John Wallis. Il doit également se défendre contre ce dernier qui l'accuse, dans son Hobbius Heautontimoroumenos (1662) d'avoir écrit son Léviathan afin de conférer de la légitimité au coup de force d'Oliver Cromwell.

### La Restauration
Après le retour, fin mai 1660, de Charles II, Hobbes est accueilli à la cour et devient le familier du roi. Il reçoit une pension de cent livres, avec la condition de ne plus rien publier en anglais sur la politique ou la religion. Dans l'entourage du roi, Hobbes compte de nombreux ennemis, et parmi eux des évêques qui entreprennent de réfuter le corrupteur de la morale. Surtout, les dramatiques événements que sont la Grande peste de Londres (1665), et le grand incendie de Londres (1666), alimentent les peurs superstitieuses de la population qui y voit une punition du Ciel, ce qui amène la Chambre des communes à présenter un projet de loi, le 17 octobre 1666, permettant de prendre des mesures contre les athées et les sacrilèges. Le projet est référé à un comité chargé d'examiner les livres qui propagent l'athéisme, notamment le Léviathan. La lenteur des procédures sauve Hobbes, qui prépare un plaidoyer, avec la traduction latine du Léviathan qu'il publie à Amsterdam en 1668. Mais il a surtout de puissants protecteurs, et le roi le soutient (toujours à la condition qu’il ne publie plus de livres de politique ou de religion).
Il compose Béhémoth en 1670, puis un dialogue et une Histoire ecclésiastique, et, en 1672, une autobiographie en distiques latins. À partir de 1675, il passe ses derniers jours hors de Londres, chez ses amis de la famille Devonshire.

### Mort
En août 1679, Thomas Hobbes prépare encore une œuvre pour l'impression ; mais, en octobre, la paralysie l'en empêche, et le 4 décembre, il meurt à Hardwick Hall.
Sur une plaque de marbre noir, on peut lire : « vir probus et fama eruditionis domi forisque bene cognitus. », c'est-à-dire un homme intègre et réputé pour son savoir, bien connu au pays et à l'étranger.
Selon une anecdote, Hobbes lui-même aurait proposé de graver sur sa tombe : « Voici la véritable pierre philosophale. »
Selon l'article de l'Encyclopédie qui lui est consacré, Hobbes « étoit né avec un tempérament foible, qu’il avoit fortifié par l’exercice & la sobriété ; il vécut dans le célibat, sans être toutefois ennemi du commerce des femmes ».

## La controverse avec Descartes

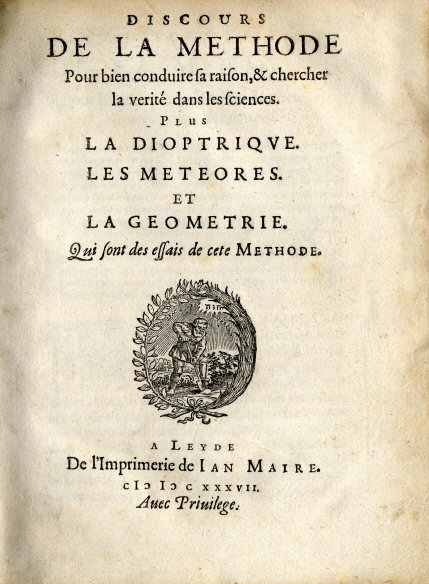
Page de titre de la première édition du Discours de la méthode.

La controverse avec Descartes se déroule en deux temps ; elle porte d'abord sur la dioptrique de Descartes, puis les Objections de Hobbes aux Méditations métaphysiques. La première est une controverse scientifique. La seconde s'ouvre, lors de la publication des Méditations, sur la nature de la substance corporelle ou matérielle, la nature du sujet et les facultés de Dieu.
Hobbes prend connaissance du Discours de la méthode dès 1637. Elle lui a été transmise par Kenelm Digby, alors à Paris. Influencé par Walter Warner, il a alors déjà sa propre théorie de la lumière. La polémique sur la dioptrique débute en 1640, alors que Thomas Hobbes a réfléchi depuis dix ans sur la question. Il envoie ses objections à Mersenne, sous la forme de deux lettres, que le père minime expédie à Descartes. La polémique s'étend jusqu'en avril 1641. Hobbes est convaincu de la nature corporelle de la substance, et rejette l'idée cartésienne de substance spirituelle ou immatérielle. En outre, pour lui, la sensation (par laquelle nous percevons la lumière par exemple) n'est pas une pure réception, mais aussi une organisation des données. Sa théorie de la représentation l'amène donc à s'opposer au spiritualisme de Descartes.
La querelle philosophique sur les Méditations s'envenime du fait que les deux philosophes s'accusent mutuellement de chercher une gloire imméritée et se soupçonnent de plagiat. Cette concurrence pousse Hobbes à radicaliser ses positions et à les ériger en système. La querelle se double probablement d'une difficulté sémantique, les termes « esprit » et « mind » ne recouvrant pas en français et en anglais tout à fait le même champ sémantique. Hobbes, comme Pierre Gassendi, range l'imagination parmi les facultés de l'esprit ; Descartes l'exclut, mais surtout, pour Hobbes, « la pensée n'est que le mouvement du corps ». Mersenne, qui a transmis les Méditations à Hobbes, renvoie ses commentaires à Descartes, et par prudence préserve son anonymat ; il se contente de le mentionner comme un « philosophe anglais ». Dans ses Objections, Hobbes reproche à Descartes un glissement sémantique de « je suis pensant » à « je suis pensée ». Selon le même raisonnement, « je me promène » (sum ambulans) deviendrait « je suis une promenade » (sum ambulatio), affirme-t-il. Cette objection agace Descartes, qui demande explicitement à Mersenne de ne plus avoir de contact avec son « anglois » :

« Au reste, ayant lu à loisir le dernier écrit de l’Anglois, […] je me trompe fort, si ce n’est un homme qui cherche d’acquérir de la réputation à mes dépens, et par de mauvaises pratiques. »

Après quoi, le philosophe de la Haye n'a pas de mots assez durs pour son contradicteur :

« Je ne crois pas devoir jamais plus répondre à ce que vous me pourriez envoyer de cet homme, que je pense devoir mépriser à l’extrême. Et je ne me laisse nullement flatter par les louanges que vous me mandez qu’il me donne ; car je connais qu’il n’en use que pour faire mieux croire qu’il a raison, en ce où il me reprend et me calomnie. »

La querelle des animaux-machines oppose également les deux philosophes. Pour Hobbes, l'animal même est doué de sensibilité, d'affectivité, d'imagination, de prudence. Il partage encore sur ce point les contestations de Gassendi, dont il était très proche et qui aurait dit de lui : « qu’il ne connoissoit guère d’ame plus intrépide, d’esprit plus libre de préjugés, d’homme qui pénétrât plus profondément dans les choses ». Mais au-delà des animaux, cette dispute renvoie en fait à la conception même de la philosophie de Hobbes. Elle se retrouve dans le Léviathan : le monstre étatique, mécanique, est lui aussi doué de souveraineté, donc d'une âme artificielle, ce que Descartes n'admet pas, voulant réserver ce concept aux seuls hommes.
Plus fondamentalement, l'idée de représentation du monde est au centre de la conception de Hobbes, qui considère les questions du cogito comme supposant d'abord une enquête linguistique ou sémantique, alors que Descartes conçoit la vérité comme étant son propre signe. Quand Descartes prétend se défaire des préjugés de l'éducation et des erreurs des philosophes antiques, Hobbes lui reproche de ne pas critiquer le langage même dont il se sert et de prétendre connaître la vérité sans s'interroger sur les mots. Ainsi, en faisant l'économie d'une critique historique du langage, Descartes créerait à son tour une « fiction » avec son idée d'âme immatérielle, remplaçant ainsi une erreur par une autre.

## De Corpore
Dans la seconde section du De corpore, Hobbes part de la fiction que l'univers est anéanti, mais que l'homme subsiste ; sur quoi cet homme pourra-t-il philosopher ? : « Je dis qu'à cet homme il restera du monde et de tous les corps que ses yeux avaient auparavant considérés ou qu'avaient perçus ses autres sens, les idées, c'est-à-dire la mémoire et l'imagination de leurs grandeurs, mouvements, sons, couleurs, etc. toutes choses qui, bien que n'étant que des idées et des fantômes, accidents internes en celui-là qui imagine, n'en apparaîtront pas moins comme extérieures et comme indépendantes du pouvoir de l'esprit ».
Ainsi, toutes les qualités des choses qui s'offrent à nos sens sont-elles des états affectifs inhérents au sujet. Il n'y aurait rien d'absurde, selon Hobbes, à ce qu'un homme éprouve ces affections une fois que le monde a disparu, après son anéantissement. Dans cette fiction, l'esprit n'agit que sur des images, et c'est à elles qu'il donne des noms. Mais, remarque Hobbes, c'est aussi bien ce qui se produit lorsque le monde existe :
« Que nous calculions les grandeurs du ciel ou de la terre, ou leurs mouvements, nous ne montons pas dans le ciel, afin de le diviser en parties et de mesurer ses mouvements ; cela, nous le faisons bien tranquilles dans notre cabinet ou dans l'obscurité ».
Ces images qui forment l'objet exclusif de nos pensées, peuvent être considérées de deux points de vue : ce sont des accidents internes de l'esprit ou ce sont les espèces des choses extérieures en tant qu'elles paraissent exister. Le premier point de vue concerne la psychologie et les facultés de l'âme ; le second est objectif, puisque ces images de notre imagination composent le monde. Si les deux points de vue restent pertinents, c'est que la fiction de l'anéantissement de toutes choses n'implique pas de concevoir que le monde puisse ne pas exister : non seulement l'économie de cette fiction suppose d'abord l'existence du monde, mais en outre si les phantasmes qui subsistent, après cet anéantissement fictif, continuent d'apparaître comme extérieurs, cela signifie bien qu'il est impossible ne serait-ce que de concevoir l'absence d'extériorité pour émettre l'hypothèse que le monde n'existe pas. Voilà pourquoi une telle fiction peut ouvrir une philosophie première qui repose sur une thèse ontologique forte : n'existent que des corps, puisqu'il y a bien des choses extérieures, et leur extériorité atteste leur matérialité. De là le fait que la plus grande partie du De Corpore consiste en une géométrie au service d'une mécanique, et en une physique.

## LeLéviathan

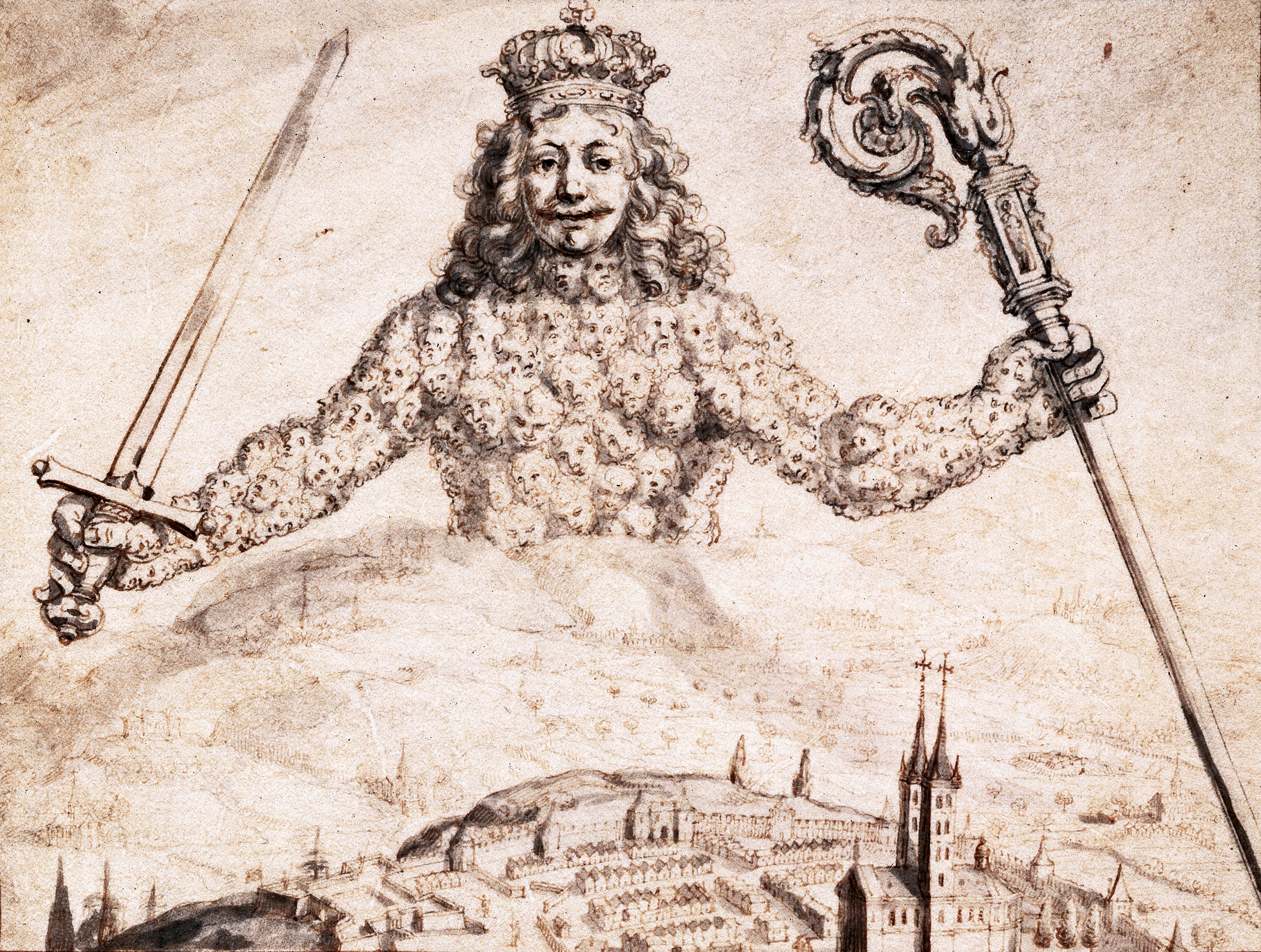
Dessin à la plume du frontispice du manuscrit du Léviathan offert en 1651 par Hobbes à Charles II. Contrairement à la version gravée, les personnages formant le corps du Léviathan font face à l'extérieur.

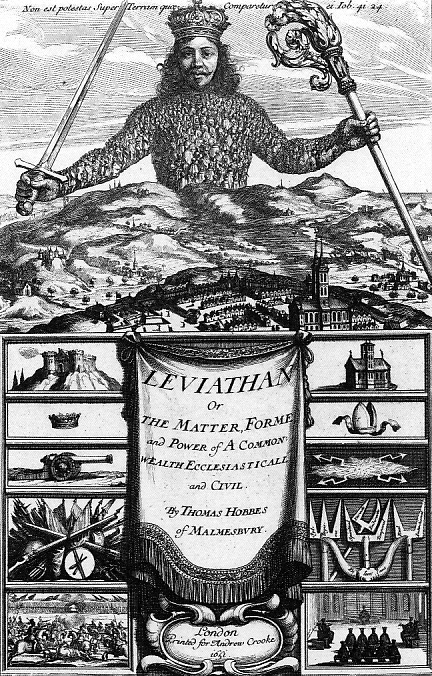
Léviathan. Version imprimée (Abraham Bosse - ou d'après lui?)

Auteur des Éléments de la loi naturelle et politique en 1640, du Citoyen (De Cive) en 1641 et du Léviathan en 1651, Thomas Hobbes est l'un des premiers philosophes contractualistes qui tente de refonder la légitimité du pouvoir des dirigeants sur autre chose que la religion ou la tradition. Son projet est de fonder l'ordre politique sur un pacte entre les individus, afin de faire de l'homme un acteur décisif dans l'édification de son propre monde social et politique. Sa réflexion politique est fondée sur son anthropologie, qui fait de l'homme un être mû principalement par la crainte et le désir. Il doit ainsi sortir de l'état primitif et fonder un état artificiel sur les bases de la raison : c'est le passage de l'état de nature à l'état civil.
Grand penseur de la souveraineté, Hobbes a opéré une révolution copernicienne par rapport à l'aristotélicisme, dominant dans la pensée scolastique, en faisant de l'état civil un état artificiel, issu du contrat social, et non un état naturel. Pour cela, il s’est approprié le langage de la « loi naturelle », au sens scolastique, pour défendre une thèse qui synthétise les deux principales positions qui s’y opposaient (la théorie des droits naturels, issue de Grotius et Pufendorf, et le conventionnalisme humaniste). Ainsi, bien qu'il ait pensé les droits naturels de l'individu, Hobbes s'apparente davantage au positivisme juridique qu'au jusnaturalisme. Jean-Jacques Rousseau héritera de cette position, ainsi que de plusieurs autres concernant la souveraineté, refusant, en revanche, la théorie de la représentation (exposée en particulier au chapitre XVI sur la « personne », qui précède immédiatement le chapitre sur l'institution de l'État).

### Psychologie morale
Pour Hobbes, la psychologie est l'étude de la propagation de mouvements matériels qui agissent sur les dispositifs physiologiques nerveux et produisent les réactions et les attitudes. Il défend ainsi une position matérialiste, comparant, dans son introduction au Léviathan, le corps humain à une machine. Concernant l'origine de la connaissance, il défend une position empiriste: toute connaissance provient des sens et de l'expérience (chap. I du Léviathan).
Il s'oppose à la conception traditionnelle du bonheur, qui en fait un état stationnaire, en l'envisageant de façon dynamique (chap. XI). Le bonheur, pour lui, ne s'oppose pas à un « désir inquiet d'acquérir puissances après puissances » (chap. XI), car seule cette course à la puissance permet de s'assurer que l'on conservera bien son être et ses biens. Ainsi, le conatus, désir de conservation de soi-même, est immédiatement dynamique. Cette conservation n'est pas à entendre comme le simple désir de ne pas mourir, mais comme désir de « puissance » : conscient de l'avenir et de ceci que nous aurons toujours de nouveaux désirs, nous ne désirons pas tant des biens que des pouvoirs de nous satisfaire maintenant et toujours. C'est précisément cette forme du désir qui explique que nous sommes des êtres sociaux : nous savons que nous augmentons notre puissance par nos compétences propres (« pouvoirs naturels ») mais aussi par nos relations à autrui (« pouvoirs instrumentaux »). La société n'est pas, comme on le fait dire souvent à Hobbes, une réalité extorquée à l'homme par la crainte de la mort, mais une suite naturelle du développement de notre désir.
Selon Hobbes, il n'y a pas de bien et de mal à l'état de nature, mais seulement à l'état civil.
Selon le primatologue Frans de Waal, Hobbes est un représentant de la théorie du vernis, selon laquelle la moralité serait un mince vernis culturel recouvrant une nature humaine fondamentalement égoïste.

### L'état de nature

Béhémoth et Léviathan, lithographie de William Blake.

Hobbes est un des premiers à imaginer un état de nature préexistant à la société humaine, afin d'y déceler comment les hommes y agiraient sans puissance commune qui les maintienne en respect. C'est là une idée déjà ancienne, reprise et instrumentalisée dès le XIIIe siècle par les adversaires qu'étaient alors l'empereur Frédéric II du Saint-Empire et plusieurs papes successifs, pour justifier leur propre pouvoir. Toutefois, cet état de nature est un état mythique et non réel. Hobbes se démarque nettement de la tradition politique qui reposait à la fois sur Aristote, pour qui l'homme est un être naturellement politique, et sur Thomas d'Aquin ou Cicéron pour lesquels il existerait une « loi naturelle » immuable. Il considère l'homme comme sociable, non par nature, mais par accident : c'est par crainte de la mort violente qu'il fait société avec ses semblables. L’état de nature est un état de la « guerre de tous contre tous » (Bellum omnium contra omnes). Il ne faut cependant pas attribuer à Hobbes l'idée qu'on lui attribue communément : jamais Hobbes n'a écrit que « l'homme est un loup pour l'homme » à l'état de nature (homo homini lupus), selon la formule de Plaute. Il écrit bien en revanche que, dans l’état civil, l'homme est à la fois un dieu et un loup pour l’homme. Par le contrat, l'homme garantit ce qui ne l'est pas dans l’état de nature : liberté, sécurité et l’espoir de bien vivre. En effet: 

« Et certainement il est également vrai, et qu’un homme est un dieu à un autre homme, et qu’un homme est aussi un loup à un autre homme. L’un dans la comparaison des Citoyens les uns avec les autres ; et l’autre dans la considération des Républiques ; là, par le moyen de la Justice et de la Charité, qui sont les vertus de la paix, on s’approche de la ressemblance de Dieu ; et ici, les désordres des méchants contraignent ceux mêmes qui sont les meilleurs de recourir, par le droit d’une légitime défense, à la force et à la tromperie, qui sont les vertus de la guerre, c’est-à-dire à la rapacité des bêtes farouches »

 Comme le montre cette citation, c'est bien dans le rapport entre les Républiques que l'homme est un loup pour l'homme : pour être un dieu pour son concitoyen, l'homme doit être un loup pour ses ennemis. Hobbes a bien compris toute l'ambivalence de cette invention humaine qu'est l'État.
L’état de nature ne doit pas être compris comme la description d’une réalité historique, mais comme une fiction théorique. Il n'a jamais existé (imaginer les hommes nés sans famille, par exemple), mais il est une hypothèse philosophique féconde, une construction de l'esprit qui vise à comprendre ce que nous apporte l'existence sociale et à fonder le droit naturel de chacun aux moyens d'une vie satisfaisante. Il représente ce que serait l'homme, abstraction faite de tout pouvoir politique et par conséquent de toute loi. Dans cet état, les hommes sont gouvernés par le seul souci de leur conservation. Et cependant, même dans une telle fiction, la légitime défense se distingue de l'agression pure et simple : le droit naturel est irréductible. En outre, à l’état de nature, les hommes sont égaux, ce qui veut dire qu’ils ont les mêmes passions, les mêmes droits sur toutes choses, et les mêmes moyens (par ruse ou par alliance) d’y parvenir. Chacun désire légitimement ce qui est bon pour lui, tente de se faire du bien et est seul juge des moyens nécessaires pour y parvenir. Comme les hommes ont également tendance à chercher la gloire et à nuire à autrui sans souci, ils ne peuvent qu'entrer en conflit les uns avec les autres pour obtenir ce qu'ils jugent bon pour eux.
La puissance anarchique de la multitude domine à l'état de nature. Doué de raison, c’est-à-dire de la faculté de calculer et d’anticiper, l'homme prévoit le danger, et attaque avant d’être attaqué. Chacun est donc persuadé d'être capable de l'emporter sur autrui et n'hésite pas à l'attaquer pour lui prendre ses biens. Des alliances éphémères se nouent pour l'emporter sur un individu. Mais à peine la victoire est-elle acquise que les vainqueurs se liguent les uns contre les autres pour bénéficier seuls du butin.
Cette guerre est si atroce que l'humanité risque même de disparaître. C'est une situation proprement humaine et qui n'est pas dépourvue de relations sociales, mais qui aboutirait à une vie « solitaire, besogneuse, bestiale et brève ». À ceux qui penseraient que cette vision de l'humanité est pessimiste, Hobbes rétorque que même à l'état social où pourtant existent des lois, une police et des juges, néanmoins nous fermons à clef nos coffres et nos maisons de peur d'être détroussés. Or l'état de nature est sans loi, sans juge et sans police… C’est l’angoisse de la mort (la mort violente) qui, résultant de l'égalité naturelle, est responsable de l’état de guerre et fait peser sur la vie de tous une menace permanente. Cet état, fondamentalement mauvais, ne permet pas la prospérité, le commerce, la science, les arts, la société. Si ce n'est pas là une conception de la situation humaine comme telle, c'est précisément qu'elle est une fiction : elle fait abstraction des rapports politiques qui ont toujours accompagné les sociétés humaines, pour mieux mettre en lumière une tendance de la vie sociale humaine, comme Galilée fait abstraction de l'air et de tout milieu ambiant pour dégager la tendance propre de la pesanteur, dans la chute des corps. L'état de nature ne fonde pas l'anthropologie et la théorie hobbesienne de la société, et c'est pour cela que dans tous les ouvrages qui exposent la pensée anthropologique et politique de Hobbes, le chapitre sur l'état de nature est toujours précédé des chapitres d'anthropologie, qu'il ne fonde nullement.

### L'état civil et le pouvoir souverain

Thomas Hobbes, un penseur auquel Rousseau s'oppose en s'en inspirant. Le célèbre Anglais Thomas Hobbes, professeur académique de Son Altesse le prince de Galles, gravure anonyme pour l'édition de 1647 du De Cive.

Une humanité livrée à elle-même, sans ordre social coercitif, aurait fini par disparaître. Ce qui sauve l'homme d'un tel état n'est autre que sa peur de mourir et son instinct de conservation. L'homme comprend que pour subsister, il n'y a pas d'autre solution que de sortir de l'état de nature. Ce sont les passions d'une part, la raison d'autre part, qui le poussent à sortir de l'état de nature. Du côté des passions, la peur de la mort, le désir des choses nécessaires à la vie et l'espoir de les obtenir par son travail motivent cette sortie hors de l'état de nature ; du côté de la raison, celle-ci « suggère les articles de paix adéquats, sur lesquels ils se mettront d'accord », que Hobbes appelle « lois de nature » (à ne pas confondre avec le droit naturel). Cependant, pour Hobbes, cela ne signifie pas qu'il n'existe pas de droit naturel : « le droit naturel est la liberté que chacun a d'user de sa propre puissance, comme il le veut lui-même pour la préservation de sa propre nature, autrement dit de sa propre vie, c'est celui de préserver sa propre vie », ce par tous les moyens qu'il juge bon.
Les « lois de nature » sont dictées par la raison et conduisent à limiter le droit naturel de chacun sur toutes choses. La première et fondamentale loi de nature est qu'il faut rechercher la paix et ne rechercher le secours de la guerre que si la première est impossible à obtenir. Ces lois naturelles sont éternelles et immuables, car elles reposent sur la rationalité. Mais elles doivent être appliquées par tous. Pour y arriver, dit Hobbes, il est nécessaire de renoncer à tous ses droits, car rien ne peut garantir l'application par tous de la loi naturelle. C'est là qu'intervient la théorie du contrat social (Hobbes lui-même n'utilise pas cette expression précise).
Ce qui va fonder a priori l'état civil, c'est un contrat passé entre les individus, qui permet de fonder la souveraineté. Par ce contrat, chacun transfère tous ses droits naturels, à l'exception des droits inaliénables, à une « personne » qui est appelée le Souverain, dépositaire de l'État, ou « Léviathan ». Chacun devient alors « sujet » de ce Souverain, en devenant aussi « auteur » de tous les actes du souverain. Par ce contrat, la multitude des individus est ramenée à l'unité du souverain :

« Le seul moyen d'établir pareille puissance commune, capable de défendre les humains contre les invasions des étrangers et les préjudices commis aux uns par les autres, […], est de rassembler toute leur puissance et toute leur force sur un homme ou une assemblée d'hommes qui peut, à la majorité des voix, ramener toutes leurs volontés à une seule volonté ; ce qui revient à dire : désigner un homme, ou une assemblée d'hommes, pour porter leur personne ; et chacun fait sienne et reconnaît être lui-même l'auteur de toute action accomplie ou causée par celui qui porte leur personne, et relevant de ces choses qui concernent la paix commune et la sécurité ; par là même, tous et chacun d'eux soumettent leurs volontés à sa volonté, et leurs jugements à son jugement. C'est plus que le consentement ou la concorde : il s'agit d'une unité réelle de tous en une seule et même personne, faite par convention de chacun avec chacun, de telle manière que c'est comme si chaque individu devait dire à tout individu : j'autorise cet homme ou cette assemblée d'hommes, et je lui abandonne mon droit de me gouverner moi-même, à cette condition que tu lui abandonnes ton droit et autorises toutes ses actions de la même manière. »

Le contrat est plus qu'un simple consentement, car il vise à instaurer une « puissance commune » capable de tenir chacun en respect, en imposant le respect des conventions par la crainte du châtiment et de la sanction pénale. Chacun contracte avec chacun en vue de transférer ses droits à un Souverain qui les détiendra tous. Les seuls droits inaliénables sont ceux qui visent à protéger sa vie : on ne peut aliéner « le droit de résister à ceux qui vous agressent pour vous ôter la vie », non plus qu'à résister à ceux qui veulent vous emprisonner ou vous mettre dans les fers.

### Lois de nature et lois civiles

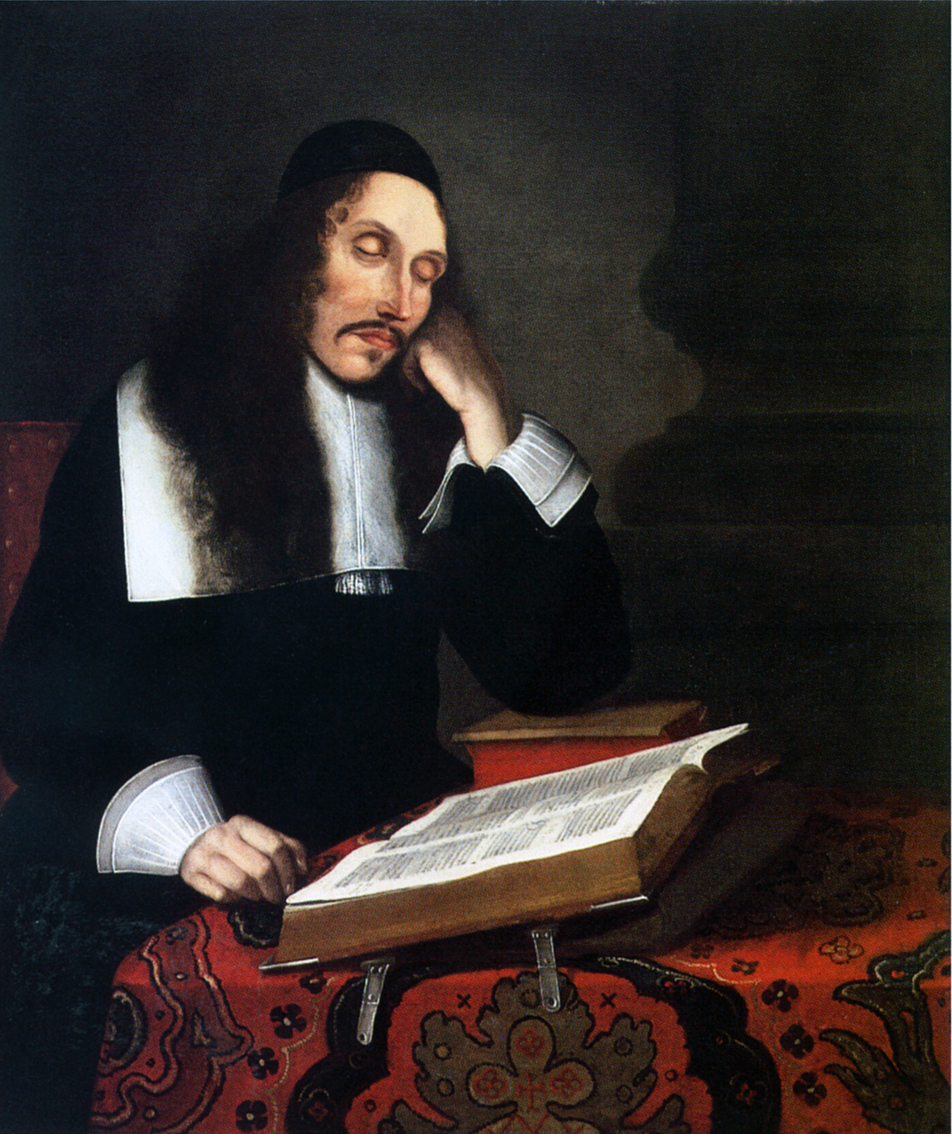
Portrait de Baruch Spinoza par Franz Wulfhagen (1664, coll. priv.).

Par le biais de sa puissance, le souverain est ainsi la garantie que les hommes ne retomberont pas dans l'anarchie de l'état de nature ; et il mettra en application ce pour quoi il a été fait en promulguant des lois civiles auxquelles tous doivent se soumettre « De même que pour parvenir à la paix et grâce à celle-ci à leur propre conservation, les humains ont fabriqué un homme artificiel, que nous appelons un État, de même ils ont fabriqué des chaînes artificielles appelées lois civiles ». Le Souverain a donc pour fin la conservation des individus.
Or, « la loi de nature et la loi civile se contiennent l'une l'autre et sont d'égale étendue » : c'est en effet la puissance souveraine qui, par la contrainte, permet de faire des lois de nature des véritables lois ; auparavant, ce ne sont que « des qualités qui disposent les humains à la paix et à l'obéissance ». Ainsi, c'est le droit positif qui, rassemblant lois de nature et lois civiles, dicte ce qui est le juste et l'injuste, le bien et le mal, lesquels n'existent pas à l'état de nature. Pour cette raison, Hobbes est considéré comme fondateur du positivisme juridique, par contraste avec les tenants du jusnaturalisme. Il partage aussi ce qu'on pourrait appeler, selon les termes de John Austin, une théorie du droit en tant que commandement appuyé par la menace d'une sanction ; la loi est l'expression de la volonté du souverain en ce qui concerne le juste et l'injuste (right et wrong).
Enfin, bien que Hobbes ait souvent été présenté comme un penseur légitimant la monarchie absolue, et qu'il fait en effet l'éloge de la monarchie par rapport à l'aristocratie ou à la démocratie, il a toutefois aussi théorisé des limites au pouvoir. Il précise d'abord que « la différence entre ces trois types d'État [monarchie, aristocratie et démocratie] ne consiste pas en une différence quant à la puissance, mais en une différence quant à la capacité ou aptitude à procurer la paix et la sécurité au peuple ». Quel que soit le régime politique, la souveraineté a la même puissance.
D'autre part, les limites au pouvoir sont de deux types : celles qui proviennent des droits naturels inaliénables, et celles qui proviennent des lois naturelles. Hobbes distingue le droit, qui consiste en « la liberté de faire ou de ne pas faire » (liberté qu'il définit elle-même par « l'absence d'entraves extérieures »), de la loi, qui « détermine et contraint dans un sens ou dans l'autre, en sorte que la loi et le droit diffèrent autant que l'obligation et la liberté, et se contredisent s'ils sont appliqués à un même objet ». Il distingue ensuite entre la liberté naturelle, qui ne s'oppose pas à la nécessité (ni à la peur) et qui consiste à n'empêcher de faire ce que l'on veut faire, et la « liberté des sujets » ou liberté civile.
La liberté civile réside uniquement dans le « silence de la loi » : c'est la liberté de faire tout ce que la loi n'interdit pas. Mais les lois elles-mêmes sont limitées par le « droit naturel », c'est-à-dire par la liberté ou puissance de chacun (conception proche de celle de Spinoza). Ainsi, nul n'a d'obligation de se soumettre à l'emprisonnement ou à la peine de mort : en ce cas, chacun a la « liberté de désobéir » et le droit de résister par la force. « Nul n'est contraint », non plus, « de s'accuser soi-même ». Les lois naturelles (qui sont contenues dans les lois civiles et ont la même extension) empêchent non seulement de s'accuser soi-même, mais prohibent aussi l'usage des témoignages obtenus sous la torture. Enfin, dans le chapitre sur les crimes et les châtiments, Hobbes laisse une place à quelques principes qui font aujourd'hui partie de ce qu'on appelle l'« État de droit » :
- principe de connaissance de la loi (« nul n'est censé ignorer la loi ») ;
- principe de non-rétroactivité ;
- si la peine est plus grande que ce que la loi a prescrit, il ne s'agit plus d'un châtiment, mais d'un acte d'hostilité ;
- de même, en cas de détention préventive, « tout mal subi par celui qui est dans les fers ou entravé, au-delà de ce qui est nécessaire pour le garder à vue, et avant que sa cause ne soit entendue, est contraire à la loi de nature » ;
- la punition des sujets innocents est aussi contraire à la loi de nature.

De façon générale, toute peine qui ne vise pas à favoriser l'obéissance des sujets n'est pas une peine, mais un acte d'hostilité (la vengeance, par exemple, ne peut pas être une sanction pénale). Et tout acte d'hostilité conduit à légitimer la résistance des sujets, qui deviennent de facto ennemis de l'État.

### Causes de dissolution de l'État
Le pouvoir souverain, qui décide des lois, des récompenses ou des punitions, en vue de la conservation de chacun et de permettre à chacun de conserver sa propriété privée et de contracter avec d'autres individus, auquel tous les individus sont soumis, reste toutefois fragile : le Léviathan est un « dieu mortel ». Les causes de dissolution sont les suivantes :
- l'imperfection de leurs institutions ;
- l'absence de pouvoir vraiment absolu ;
- le jugement privé de chacun sur ce qui est bon ou mal ;
- des mauvais préjugés contre le pouvoir ;
- prétendre être inspiré divinement ;
- l'assujettissement de la puissance souveraine aux lois civiles ;
- l'attribution à des sujets d'une propriété absolue ;
- la guerre avec les nations voisines ;
- l'émancipation du religieux de la sphère publique.

### La religion

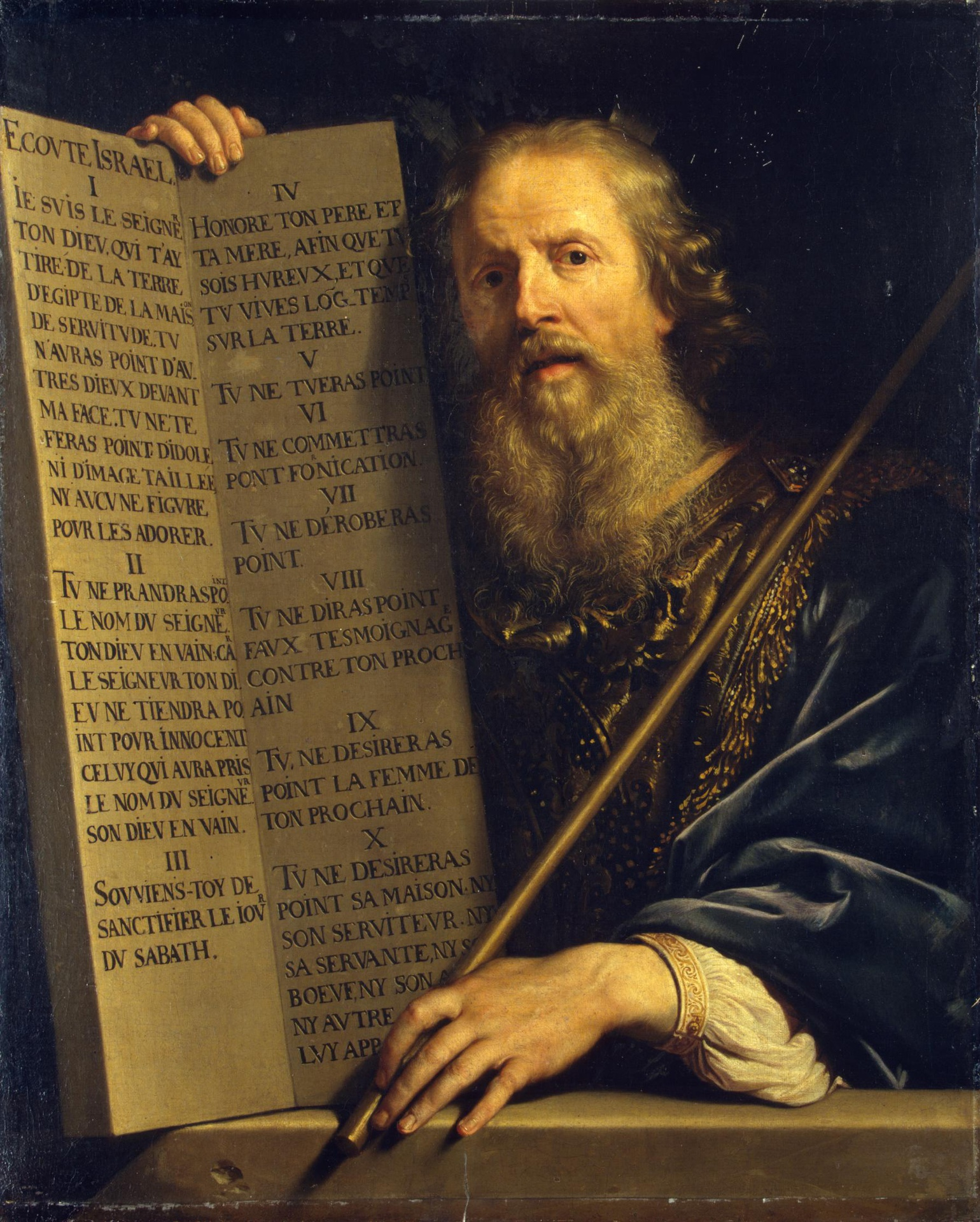
Moïse et les dix commandements, tableau de Philippe de Champaigne.

Hobbes a entièrement conscience du problème théologico-politique, c'est-à-dire des problèmes et des interférences souvent néfastes entre la sphère religieuse (chrétienne) et la sphère politique. Notamment parce qu'il a connu lui-même les guerres de religion en Angleterre. C'est ainsi qu'il consacre pratiquement la moitié de son œuvre politique à la question religieuse.
Le pouvoir ecclésiastique n'est que le pouvoir d'enseigner. Il ne peut donc pas se permettre d'imposer des règles de lui-même aux individus. C'est la religion catholique qui est clairement visée par Hobbes, car elle est une sphère de pouvoir autonome et crée une dualité entre le pouvoir souverain civil et le pouvoir ecclésiastique, entre le pouvoir temporel et le pouvoir spirituel. Hobbes résout le problème en subordonnant le pouvoir religieux au pouvoir politique, de sorte que le souverain décide des questions religieuses et tous doivent lui obéir : « Dieu parle par ses vices-dieux ou lieutenants ici sur terre, c'est-à-dire par les rois souverains ». De plus, puisque le souverain est institué par la volonté de tous, et doit faire respecter les lois de nature, qui sont de Dieu, il n'y a pas d'opposition flagrante.
Hobbes est encore l'un des pionniers de l'exégèse historico-critique. En particulier, il fut le premier à dire ouvertement, contre la tradition, que Moïse n'était pas l'auteur du Pentateuque.

### Postérité politique
Hobbes est encore très présent aujourd'hui. On l'oppose parfois à Rousseau dans les conflits politiques liés à l'application de la souveraineté démocratique. Il est reconnu comme étant le penseur d'une bourgeoisie éclairée, qui croit pouvoir faire le bien de la société civile malgré elle. Si l'homme emboîté dans les contraintes des destinées communes vient à protester contre ceux qui les commandent, il faut juger de la recevabilité de ses griefs au regard des impératifs devant mener au développement de la société.
Hobbes peut être vu comme le véritable fondateur de la « doctrine moderne du contrat social ». Il a repris de Jean Bodin le concept novateur de souveraineté tout en l'articulant avec celui de droit naturel développé par Hugo Grotius et celui de contrat social, pour véritablement proposer une synthèse cohérente : « il pense le droit naturel à partir d'une anthropologie indépendante de toute morale. Il fait également du corps politique une personne et rompt tout lien entre sa théorie du contrat et l'histoire en concevant le contrat comme un artifice ou une fiction ».
Selon Hannah Arendt, l'erreur de Hobbes — et des théoriciens de la politique du XVIIe siècle — fut de croire que l'autorité et la religion pouvaient se maintenir indépendamment de la tradition.
Selon Julian Korab-Karpowicz, Hobbes est habituellement considéré comme un des fondateurs de la doctrine réaliste en relations internationales, aux côtés de Thucydide et Machiavel.
Selon le philosophe Joseph Heath, Hobbes aurait été un des premiers philosophes à penser l’organisation de la société à travers la perspective des problèmes d’action collective, analogues au dilemme du prisonnier, où les intérêts de l’individu s’opposent aux intérêts de la collectivité.
Au XXIe siècle, la prise de conscience de la crise climatique amène anthropologues, historiens, philosophes et politologues à réexaminer de façon critique le rôle de l'État et son évolution. Dans Homo domesticus. Une histoire profonde des premiers États (2019), l'anthropologue américain James Scott (1937 - ), se basant sur l'étude des « embryons d’État en Mésopotamie, en Egypte et en Chine, entre – 4000 et – 2000 avant notre ère » conclut que « Thomas Hobbes, John Locke et tous les théoriciens du contrat social [qui] postulaient un état de nature violent où l’homme serait livré aux famines et aux maladies [ont fait] complètement fausse route ». En effet, l'État n'est apparu qu'à une date relativement récente et « la population humaine a majoritairement évolué dans un monde sans État ». En outre, comme le montre Jean-François Bayart, « La violence fait l'État. » Pour leur part, David Graeber et David Wengrow renvoient dos à dos Hobbes et Rousseau en rejetant le préjugé « selon lequel il y aurait effectivement un état primitif des sociétés », car l'évolution de celles-ci est « déterminée par la nature humaine, par la conjonction de la technique et des conditions environnementales dont elles jouissent ».

## Œuvres

### Œuvres complètes
- Thomas Hobbes Opera philosophica quæ latine scripsit, 5. Vol., édition W. Molesworth, Londres, 1839-1845, réimpression, Aalen, 1966 (= OL).
- The English Works of Thomas Hobbes, 11 vol., édition W. Molesworth, Londres, 1939-1945, réimpression Aalen, 1966 (= EW).

### Textes et traductions
Deux nouvelles éditions critiques sont en cours :
- En français, traduction des Œuvres Latines de Hobbes, sous la direction d'Yves-Charles Zarka, Paris, Vrin (5 volumes parus).
- Edition of the Works of Thomas Hobbes, Oxford, Clarendon Press (8 volumes parus).

Œuvres principales :
- Thomas Hobbes et William Cavendish (trad. Jauffrey Berthier et Nicolas Dubos, préf. Jauffrey Berthier et Nicolas Dubos), Discours sur l’histoire. Sur le commencement de Tacite et De la lecture de l’histoire (1620), Folio, 2024, 272 p. (ISBN 9782073040688)
- A short tract on First Principles, (1630), British Museum, Harleian MS 6796, .ff. 297-308 (authenticité disputée)[n 8].
  - Court traité des premiers principes, texte, traduction et commentaire par Jean Bernhardt, Paris, PUF, 1988.
- A Briefe of the Art of Rhetorique (dans l'édition Molesworth, The Whole Art of Rhetoric). Traduction de la Rhétorique d'Aristote. 1637.
- De principiis, (1638-1639), National Library of Wales, Aberystwyth, MS 5297 ; publié par J. Jacquot et H.W. Jones en Appendice II de la Critique du « De Mundo » de Thomas White, 449-460 ; « De principiis. Notes de Herbert de Cherbury sur une version ancienne de De Corpore », traduction, introduction et notes par L. Borot, in Philosophie, no 23, été 1989, 3-21.
- The Elements of Law Natural and Politic. (1640), EW IV 1-228.
  - Éléments de droit naturel et politique, traduction de Delphine Thivet, tome II des Œuvres de Hobbes, Paris, Vrin, 2010.
  - Éléments de loi, traduction de Arnaud Milanese, Paris Allia, 2006.
- Tractatus opticus I, (1640, publié en 1644 par Mersenne dans Universæ geometriæ mixtæque mathematicæ synopsis Liber Septimus), OL V, 217-248.
- Objectiones ad Cartesii meditationes, Objectiones tertiæ, (1641), dans Œuvres de Descartes, AT, IX-1, 133-152 et OL V, 249-274.
- De Cive (1642-1647), édition critique par H. Warrender, original latin et traduction anglaise, Oxford, Clarendon Press, 1983.
- Éléments de loi (trad. de l'anglais par Arnaud Milanese), Paris, Éditions Allia, 2006, 352 p. (ISBN 2-84485-194-0, lire en ligne)
- De motu, loco et tempore, (1643, latin) première édition avec le titre Critique du « De Mundo » de Thomas White, introduction, texte critique et notes par J. Jacquot et H.W. Jones, Paris, Vrin-CNRS, 1973.
- Logica, Ex T.H. et Philosophia prima. Ex T.H. (1639 ca.), Chatsworth MS A. 10, publié par J. Jacquot et H.W. Jones en Appendice III de la Critique du « De Mundo » de Thomas White, 461-513.
- Of Liberty and Necessity, (1645, publié sans l’accord de Hobbes en 1654), EW IV, 229-278 ; De la liberté et de la nécessité, traduction et notes par F. Lessay, dans Œuvres traduites, T. XI-1, Paris, Vrin, 1993, 29-118.
- Human Nature, or the Fundamental Elements of Policy. Being a discovery of the faculties, acts and passions of the soul of man, from their original causes, according to such philosophical principles as are not commonly known or asserted (1650).
  - De la Nature Humaine, ou Exposition des facultés, des actions & des passions de l'âme, & de leurs causes déduites d'après des principes philosophiques qui ne sont communément ni reçus ni connus. (1772) Londres, traduit par le Baron d'Holbach. (1971), Paris, Vrin.
- De Corpore Politico or the Elements of Law Moral and Politick, with discourses upon several heads as : of the law of nature, of oaths and covenants ; of several kinds of government, with the changes and revolutions of them. (1650).
- Léviathan (1651, en anglais), édition de C.B. Macpherson, Pelican Classics, Penguin Books, 1968, 1981.
  - Thomas Hobbes (trad. Gérard Mairet), Léviathan ou Matière, forme et puissance de l'État chrétien et civil, Paris, Éditions Gallimard, coll. « Folio essais », 2000, 1024 p. (ISBN 978-2-07-075225-6, présentation en ligne).
- Léviathan (1668, en latin)
  - François Tricaud et Martine Pécharman, Léviathan, traduit du latin et annoté, Paris, Vrin & Dalloz, 2004, 560 p.
- De Corpore, (1655), OL I.
- The questions concerning Liberty, Necessity and Chance, (1656), EW V 1-455.
- Six Lessons to the Professors of the Mathematics (1656), EW VII, 181-356.
- De Homine (1658), OL II, 1-132 ; Traité de l’homme, traduction et commentaire par P.M. Maurin, Paris, Blanchard, 1974.
- Examinatio et emendatio mathematicæ hodiernæ, (1660), OL IV, 1-232.
- Behemoth, or the Long Parliament, (1660-1668 publié à titre posthume en 1682), éd. T. Tönnies, revue par M.M. Goldsmith, Londres, F. Cass, 1969.
  - Béhémoth ou le Long Parlement, introduction, traduction et notes par L. Borot, Œuvres traduites, T. IX, Paris, Vrin, 1990.
- Historia ecclesiastica carmine elegiaco concinnata (1660, publié à titre posthume en 1688), OL V, 341-408.
- Dialogus physicus de natura æris, (1661), OL V, 341-408.
- A Dialogue between a Philosopher and a Student of the Common Laws of England (1666), édition critique par J. Cropsey, Chicago et Londres, University of Chicago Press, 1971
  - Dialogue entre un philosophe et un légiste des Common Laws d’Angleterre, introduction, traduction et notes par L. et P. Carrive, Œuvres traduites, Tome X. Paris, Vrin, 1990.
- An Historical Narration concerning Heresy, and the Punishment thereof, (1666), EW IV 385-408.
  - Relation historique touchant l’hérésie et son châtiment, introduction, traduction et notes par F. Lessay, dans Hérésie et histoire, Œuvres traduites. T. XII-1, Paris, Vrin, 1993, 17-55.
- An Answer to a Book Published by Dr. Bramhall, late Bishop of Derryn Called the « Catching of the Leviathan », (1667/8, publié à titre posthume en 1682), EW IV, 279-384.
  - Réponse à un livre publié par le Docteur Bramhall, feu évêque de Derry, intitulé « La capture de Léviathan », introduction, traduction et notes par F. Lessay, dans De la liberté et de la nécessité, Œuvres traduites, T. XI-1, Paris, Vrin, 1993, 121-261.
- The Correspondence of Thomas Hobbes, 2 vol., édité par Noël Nalcolm, Oxford, Clarendon Press, 1994.